# Меленковский округ
Меленковский о́круг — администратиано-территориальная единица (округ). Образован в ходе реформы в 2024—2025 года взамен Меленковского района. Поселения остаются прежними без изменений. 
Расположен в Мещëрской низменности. Состав населëнных пунктов без изменений. Образования округа стала необходимость более удобного управления поселениями.